# Caamembeca oxyphylla
Caamembeca oxyphylla är en jungfrulinsväxtart som först beskrevs av Dc., och fick sitt nu gällande namn av J.F.B.Pastore. Caamembeca oxyphylla ingår i släktet Caamembeca och familjen jungfrulinsväxter. Inga underarter finns listade i Catalogue of Life.